# STS-6
STS-6 e шестата мисия на НАСА по програмата Спейс шатъл и първи полет на совалката Чалънджър. По време на полета изведен в орбита първия спътник от серията TDRS – TDRS-1 (TDRS-A) и е осъществена първата космическа разходка от космическа совалка.

## Екипаж
| Пост                    | Астронавт                              |
| ----------------------- | -------------------------------------- |
| Командир                | Пол Уайтц втори космически полет       |
| Пилот                   | Керъл Бобко първи космически полет     |
| Специалист на мисията 1 | Доналд Питърсън първи космически полет |
| Специалист на мисията 2 | Стори Мъсгрейв първи космически полет  |

- Броят на полетите е преди и включително тази мисия.

## Полетът
Совалката е изстреляна успешно на 4 април 1983 г. от космическия център „Кенеди“ в 18:30 UTC. Полезният товар на совалката представлява първият спътник oт серията TDRS (Tracking and Data Relay Satellite). Спътникът е пуснат в орбита около 10 часа след старта. Неизправност в спътника не позволява влизането му в работна орбита, но благодарение на маневрените си двигатели успява да заеме разчетната си геостационарна орбита. Анулираната по време на мисия STS-5 космическа разходка за тест на новите космически костюми този път е направена. Доналд Питърсън и Стори Мъсгрейв прекарват общо четири часа и десет минути в космоса и осъществяват първото излизане в открития космос от космическа совалка. Това е и първото излизане в рамките на космическата програма на САЩ от девет години (от полета на Скайлаб 4).
По време на полета са извършени и много научни експерименти, свързани с наблюдение на Земята, навигационен и радиационен мониторинг.
След прекарани около 5 денонощия и 24 минути в космоса, совалката „Чалънджър“ се приземява успешно на писта 22 от на Военновъздушната база „Едуардс“ в Калифорния. Около една седмица по-късно е прибрана в Космическия център „Кенеди“ във Флорида.

## Параметри на мисията
- Маса:
  - При излитане: 116 457 кг
  - При кацане: 86 330 кг
  - Маса на полезния товар: 21 305 кг
- Перигей: 288 км
- Апогей: 295 км
- Инклинация: 208,5°
- Орбитален период: 90.4 мин.

### Космическа разходка
| № | Участници                      | Начало                 | Край                   | Продължителност    |
| - | ------------------------------ | ---------------------- | ---------------------- | ------------------ |
| 1 | Стори Мъсгрейв Доналд Питърсън | 7 април 1983 21:05 UTC | 8 април 1983 01:15 UTC | 4 часа и 10 минути |

## Галерия
- Стартът на совалката
- Доналд Питърсън и Пол Уайтц на борда на „Чалънджър“.
- Извеждането на TDRS-1 в орбита.
- Стори Мъсгрейв в товарния отсек на совалката.